# Hexalobus mossambicensis
Espèce
Statut de conservation UICN

 VU  : Vulnérable
Hexalobus mossambicensis est une espèce de plantes à fleurs de la famille des Annonaceae. C'est un arbuste de 4 à 5 m de hauteur endémique du Mozambique.

## Publication originale
- Boletim da Sociedade Broteriana, sér. 2, 32: 153. 1958.